# SN 2011ey
SN 2011ey – supernowa typu IIn odkryta 23 czerwca 2011 roku w galaktyce A131919-0451. W momencie odkrycia miała maksymalną jasność 18,40m.